# Triassic Attack - Il ritorno dei dinosauri
Triassic Attack - Il ritorno dei dinosauri (Triassic Attack) è un film per la televisione del 2010 diretto da Colin Ferguson.
Il film è andato in onda in prima visione negli Stati Uniti il 27 novembre 2010, sul canale Syfy.

## Trama
Il proprietario nativo americano di un museo risveglia per errore tre dinosauri fossili. I mostri iniziano a seminare il panico.

## Produzione
Le riprese si sono svolte in Bulgaria.